# بن يوسف حطاب
بن يوسف حطاب (26 مارس 1930 – 3 أبريل 2016) كان فنان وممثل سينمائي الجزائري ولد في 26 مارس 1930 في الجزائر العاصمة، بدأ مسيرته الفنية في المسرح عام 1948. عمل مع نجوم الفن الجزائري مثل حاج عمر وسيد علي مقلاتي وشارك في برامج إذاعية موجهة للأطفال. استمر في خدمة الفن الجزائري من خلال انضمامه إلى فرقة المسرح التابعة للأمن الوطني، وشارك في عشرات المسرحيات قبل أن ينتقل إلى السينما والتلفزيون. شغل منصب نائب رئيس جمعية "أضواء" منذ تأسيسها عام 1990.

## وفاة
توفي في 3 أبريل 2016 عن عمر يناهز 86 عامًا بعد تعرضه لأزمة صحية، ودُفن في مقبرة القطار بالجزائر العاصمة.

## مشواره الفني
لعب عدة أدوار سينمائية ومسرحية نذكر منها

### في السينما
- - الشيخ بوعمامة.
- - سامية وأبوها.

### في التلفزيون
- - مسلسل البذرة.